# Inside Information
Inside Information ist das sechste Studioalbum der amerikanisch-britischen Rockband Foreigner. Es wurde am 7. Dezember 1987 von ihrem Musiklabel Atlantic Records veröffentlicht.

## Hintergrund
Das Album wurde von Juni bis September 1987 im Right Track Studio in New York City aufgenommen. Produziert wurde es erneut von Gitarrist Mick Jones, Frank Filipetti war Co-Produzent, der auch für Aufnahmen und Abmischung verantwortlich war. Hugh McCracken spielte die spanische Gitarre im Intro von The Beat of My Heart. Häufig wurden Synthesizer in Kombination mit E-Gitarren verwendet. Die meisten Stücke wurden von Jones mit Lou Gramm geschrieben. Out of the Blue hingegen war das einzige Stück, das von allen vier Mitgliedern der klassischen Besetzung der 1980er geschrieben wurde.

## Titelliste
Alle Stücke wurden von Mick Jones und Lou Gramm geschrieben, außer wo anders angegeben.
| Nr. | Titel                            | Autor(en)                                    | Länge |
| --- | -------------------------------- | -------------------------------------------- | ----- |
| 1.  | Heart Turns to Stone             |                                              | 4:10  |
| 2.  | Can’t Wait                       |                                              | 4:27  |
| 3.  | Say You Will                     |                                              | 4:12  |
| 4.  | I Don’t Want to Live Without You | Mick Jones                                   | 4:52  |
| 5.  | Counting Every Minute            |                                              | 4:11  |
| 6.  | Inside Information               | Jones                                        | 4:09  |
| 7.  | The Beat of My Heart             |                                              | 5:10  |
| 8.  | Face to Face                     |                                              | 3:53  |
| 9.  | Out of the Blue                  | Jones, Lou Gramm, Rick Wills, Dennis Elliott | 4:42  |
| 10. | A Night to Remember              |                                              | 4:07  |

## Rezeption

### Rezension
AllMusic bewertete das Album mit drei von fünf Sternen. Bret Adams schrieb: „1987’s Inside Information showed that the songwriting gas tank of guitarist/keyboardist Mick Jones and vocalist Lou Gramm was running low. Impeccable studio craftsmanship can’t compensate for the lack of quality songs. There are a few solid tracks, but the album only sold a million copies -- paltry when compared to previous releases -- and it currently ranks as Foreigner’s last major commercial success.“

### Charts und Chartplatzierungen
| ChartsChartplatzierungen       | Höchstplatzierung | Wochen |
| ------------------------------ | ----------------- | ------ |
| Deutschland (GfK)              | 7 (20 Wo.)        | 20     |
| Schweiz (IFPI)                 | 7 (13 Wo.)        | 13     |
| Vereinigtes Königreich (OCC)   | 64 (7 Wo.)        | 7      |
| Vereinigte Staaten (Billboard) | 15 (37 Wo.)       | 37     |

| ChartsJahrescharts (1988)      | Platzierung |
| ------------------------------ | ----------- |
| Deutschland (GfK)              | 43          |
| Vereinigte Staaten (Billboard) | 47          |

### Auszeichnungen für Musikverkäufe
| Land/Region                  | Auszeichnungen für Musikverkäufe (Land/Region, Auszeichnung, Verkäufe) | Verkäufe  |
| ---------------------------- | ---------------------------------------------------------------------- | --------- |
| Deutschland (BVMI)           | Gold                                                                   | 250.000   |
| Schweiz (IFPI)               | Gold                                                                   | 25.000    |
| Vereinigte Staaten (RIAA)    | Platin                                                                 | 1.000.000 |
| Vereinigtes Königreich (BPI) | Silber                                                                 | 60.000    |
| Insgesamt                    | 1× Silber · 2× Gold · 1× Platin ·                                      | 1.335.000 |